# Circuit du Paysan
Le Circuit du Paysan est une route touristique signalisée de la région de la Montérégie au Québec située au piedmont des Adirondacks. Elle est l’une des routes officielles signalisées par Tourisme Québec à l’aide de panneaux bleus et elle fut créée en 1998.  La distance totale du circuit est de 194 km et longe la frontière des États-Unis près des Adirondacks. La route commence dans la Municipalité de Napierville, à 48 km de Montréal. Le circuit en est à sa 23e édition en 2020.

## Tracé
Le circuit fait une boucle, en passant par les municipalités de Napierville, Saint-Bernard-de-Lacolle, Hemmingford, Havelock, Saint-Chrysostome, Howick, Ormstown, Huntingdon, Rockburn, Franklin et Lacolle. Le circuit longe, entre Rockburn et Lacolle, la frontière séparant le Canada des États-Unis. Il longe aussi la rivière Châteauguay à partir de Huntingdon jusqu'à Howick. Le circuit regroupe plusieurs vignobles, fromageries, pâtisseries et boulangeries ainsi que plusieurs attraits naturels.

## Attraits
Cette route contient des producteurs d'alcools, des fermes d'alpagas, des attraits naturels, des boutiques spécialisées en produit du terroir, des stations d'hébergements, des fromagerie, des boulangeries, des restaurants, des charcuteries, des stations de spa, des lieux historiques et des espaces artisanaux.

## Partenaires
Il y a trois routes partenaires à celle du Circuit du Paysan :
- La Pomme des Cantons du Sud-Ouest, qui regroupe 13 vergers dont 6 cidreries sur une longueur de 40 km.
- La Route des bleuets du Sud-Ouest, qui regroupe 12 bleuetières répandue partout sur le circuit.
- La Route des Alcools du terroir, qui regroupe 6 producteurs d'alcools.